# Douentza
Douentza è un comune urbano del Mali, capoluogo del circondario omonimo, nella regione di Mopti.